# Kapitol (Rim)
Kapitol ili Kapitolijum (lat. Capitolinus mons, ital. il Campidoglio ili Monte Capitolino) nalazi se između Foruma i Marsovog polja (Campus Martius), te je jedan od najslavnijih i najviših od sedam rimskih brežuljaka. Do 16. veka Capitolino je postao Campidoglio u rimskom dijalektu. U savremenom italijanskom jeziku campidoglio takođe označava bilo kakvu kapitolnu zgradu. Reč kaptol takođe potiče od Kapitola. Kapitol sadrži relativno malo antičkih ruševina, pošto su one gotovo u potpunosti prekrivene srednjovekovnim palatama (sada Kapitolskim muzejima) koji okružuju pjacu. Značajan deo arhitekture u ovom području projektovao je Mikelanđelo.
Breg je ranije bio poznat kao Mons Saturnius, i posvećen bogu Saturnu. Reč Capitolium je prvobitno označavala hram Jupitera Optimusa Maksimusa koji je kasnije bio izgrađen na ovoj lokaciji, a naknadno je korištena za ceo breg (čak i druge hramove Jupitera na drugim bregovima), stoga Mons Capitolinus (pridevska imenica od Capitolium). Antički izvori navode ime caput („glava”, „vrh”) i priču da kad se postavljao temelj hrama, ljudska glava je nađena, neki izvori čak tvrde da je to bila glava osobe sa imenom Tolus ili Olus. Rimljani su smatrali da je Capitolium neuništiv, i bio je obožavan kao simbol večnosti.
Pod uticajem rimske arhitekture i rimskih republikanskih vremena, reč Capitolium još uvek živi u vidu engleske reči capitol. Za Kapitol Hil u Vašingtonu se pretpostavlja da je nazvan po Kapitolu, mada relacija nije jasna.

## Istorija

### Stari vek
Brežuljak je bio mesto hrama Kapitolske trijade čiju je gradnju započeo peti rimski kralj Tarkvinije Stariji. Smatrao se jednim od najvećih i najlepših hramova u gradu (iako je tek malo ostataka sačuvano) i verojatno je podignut na ranijem etruščanskom hramu Veiovisa, od kojeg su ostali sačuvani ostaci i kip kulta. Legenda o gradu počinje s otkrićem ljudske lobanje (latinska reč za glavu je caput) kada su iskopani temelji za Jupiterov hram prema Tarkvinijevoj zapovesti.
Na tom je brežuljku Vestina devica Tarpeja pustila u grad Sabinjanke, koje su gmizale do utvrđenog grada. Stoga je prva pretrpela kaznu zbog izdaje po kojoj se morala baciti sa strmog vrha brežuljka na Tarpejine stene oštre poput noža. Čim su se senonski Gali nastanili u središnjoj i istočnoj Italiji, napali su Rim 390. pne. Nakon bitke kod reke Alije, Kapitolski brežuljak bio je deo grada koji je izbegao varvarsko osvajanje, jer su ga utvrdili rimski branitelji.
Kada je Julije Cezar pretrpeo nesreću tokom svog Trijumfa, jasno uvidevši Jupiterov bes zbog svojih dela u građanskom ratu, pristupio je brežuljku i Jupiterovu hramu na koljenima radi uklanjanja nesretnog omena (uprkos tome, ubijen je šest meseci kasnije, a Brut i ostale ubice zaključale su se u hram odmah nakon ubistva). Vespazijanov brat i nećak bili su takođe opsedani u hramu tokom Godine četiri cara (69.).
Tabularijum, smešten u podzemlju ispod pjace i vrha brežuljka, zauzima istoimenu zgradu sagrađenu u 1. veku pne. i čuva rimske državne spise. Tabularijum gleda sa strane na Rimski forum. Glavna atrakcija Tabularijuma, osim same građevine, je Veiovisov hram.
Tokom dugog razdoblja starog Rima, Kapitolski breg bio je geografski i ceremonijalni centar. Međutim, do vremena renesanse, bivši centar bio je neugledni konglomerat zgrada sklonih padu i mesto pogubljenja kriminalaca.

### Srednji vek
Crkva svete Marije od Nebeskog Oltara nalazi se uz trg, smeštena blizu mesta gde je nekad stajao antički arks ili citadela. Na njenoj bazi nalaze se ostaci rimske insule s više od 4 skladišta vidljiva s ulice.
U srednjem veku sakralna funkcija brežuljka zasenjena je određivanjem brežuljka kao centra civilne vlasti u Rimu koji je kao komuna ponovo oživeo u 11. veku. Gradska vlast bila je sada čvrsto pod papinom kontrolom, ali je Kapitol postao pozornica mnogih pokreta urbanog otpora poput dramatičnih scena ponovo oživljene republike Kole di Rienca. Posledica toga bilo je okruživanje pjace postojećim zgradama sve do 16. veka.

### Mikelanđelo
Postojeći dizajn Pjace del Kampidoljo i okolnih palata (palazzo) osmislio je slavni renesansni umetnik i arhitekta Mikelanđelo Buonaroti u razdoblju od 1536. - 1546. Na vrhuncu svoje slave farneski papa Pavle III poverio je Mikelanđelu ovaj posao, pošto je želio da simbol novog Rima impresionira Karla V koji je trebalo da dođe u grad 1538.
Mikelanđelovi prvi dizajni za pjacu i remodelovanje okolnih palata datiraju iz 1536. godine. Delotvorno je preokrenuo klasičnu orijentaciju Kapitola u simboličkoj gesti kojom je rimski civilni centar okrenut od rimskog Foruma, usmerivši ga prema papinskom Rimu i hrišćanskoj crkvi u formi bazilike sv. Petra.
Redosled Kordonato pjace i središnje palate je prvo urbano uvođenje „kulta osi” koje će zaokupiti italijanske planove vrtova i doseći ostvarenje u Francuskoj (Giedion 1962).
Sprovođenje dizajna bio je spor posao: iako je malo stvari dovršeno za vreme Mikelanđelovog života („Kordonata” nije bila gotova kada je car Karlo stigao, a carska grupa je trebalo da se uzvere uz padine do Foruma kako bi videli radove u toku), radovi su nastavljeni držeći se izvornih Mikelanđelovih zamisli, te je Kampidoljo dovršen u 17. veku. Na dizajn pločnika trebalo je sačekati još tri veka.

#### Pjaca
Ptičija perspektiva na gravuri Etjena Duperaka pokazuje Mikelanđelovo rešenje problema prostora na Pjaci del Kampidoljo. Čak i sa novim fasadama koje su bile usredotočene na novu palatu sa strane, prostor je bio trapezoidan, a fasade nisu bile okrenute jedna nasuprot drugoj kao u kvadratu. Još je gora stvar što je celo mesto bilo nagnuto (nalevo na gravuri). Mikelanđelovo rešenje bilo je korenito. Tri remodelovane palate zatvarale su harmoničan trapezoidan prostor, kojem se pristupale stepenice na kosini nazvane „Kordonata”. Budući da savršeni oblici ne bi funkcionirali, njegov očigledan oval postavljen na pločniku zapravo je jajolik, uži na jednom kraju od drugog kraja. Travertinski dizajn postavljen na pločniku savršenog je nivoa: uokolo njegovog opsega niske stepenice se uzdižu i završavaju u pločniku kako nagib zahteva. Njegov centar polagano izvire tako da se oseća kao da se stoji na izloženom segmentu čitavog gigantskog jajeta, ali zakopanog u centru grada u centru sveta, kao što je istaknuo Čarls de Tolni, istoričar koji je proučavao Mikelanđela, isprepletena dvanaestokraka zvezda stvara suptilan odnos sa konstelacijama, okrećući se oko ovog mesta nazvanog Caput mundi ili „glava sveta”. Ovaj dizajn pločnika pape nisu nikad sprovele verojatno sluteći skriveni sadržaj manje hrišćanskog uvoza. Benito Musolini je naredio da se pločnik dovrši prema Mikelanđelovom dizajnu 1940. godine.

##### Marko Aurelije
U sredini je, ne prema Mikelanđelovu ukusu, stajala jedina konjanička bronza koja je preživela od antike, prikazujući Marka Aurelija, cara filozofa. Mikelanđelo je osigurao nepretpostavljeni pijedestal za njega. Jedini razlog da je ova skulptura preživela leži u činjenici da je vlast hrišćanske crkve tokom srednjeg veka mislila da kip prikazuje cara Konstantina, prvog rimskog cara koji je legalizirao hrišćanstvo u carstvu, i koji se prekrstio na hrišćansku veru na samrtničkoj postelji (337). Današnja bronza postavljena na tom mestu je moderna kopija, a original se čuva u obližnjem Palaco dei Konservatori.

#### Palaci
Mikelanđelo je osigurao nove izglede za dve službene zgrade rimske civilne vlasti, Palaco dei Konservatori, Senatorio, i konačno Nuovo. Podnožni nadlučeni motiv u čitavom dizajnu Kampidolja jesu segmentalni zabati nad prozorima, koji daju blagi skok potpuno ugaonoj vodoravno-okomitoj ravnoteži dizajna. Tri palate (palazzi) sada su dom istaknutim Kapitolskim muzejima.

##### Palaco dei Konservatori
(„Palata Konzervatora”), izvorno nazvan Palaco Kafareli, sagrađena je u srednjem veku za lokalne magistrate na vrhu hrama iz 6. veka p. n. e. posvećenom Jupiteru nazvanom „Maksimus Kapitolinus”. Prvi se put koristio divovski red koji se prostirao na dva sprata s pojasom korintskih stubova i supsidijarnih jonskih stubova koji su ograđivali prizemne otvore lođe i prozore na prvom spratu. Drugi divovski red služio je kasnije za eksterijer bazilike sv. Petra. Njegovu fasadu je obnovio Mikelanđelo u 1530-ima, kao i drugi umetnici više puta kasnije.

##### Palaco Senatorio
Sagrađen tokom 13. i 14. veka, Palaco Senatorio („Senatorska palata”) stoji nad Tabularijumom koji je nekad udomljavao arhive antičkog Rima. Blokovi peprino mramora ugrađeni u Tabularijum ponovo su korišteni na levoj strani palate i uglu zvonika. Danas se tu nalazi rimska gradska uprava. Dvostruke stepenice dizajnirao je Mikelanđelo. Fontana ispred stuba sadrži rečne bogove Tibera i Nila, kao i Deu Romu (Minervu). Zvonik je dizajnirao Martin Longhi Stariji, a sagrađen je između 1578. i 1582. Trenutnu fasadu dizajnirali su Điakomo dela Porta i Đirolamo Rajnaldi.

##### Palaco Nuovo
Kako bi se trg simetrično zatvorio i sakrio toranj Arakoeli, započelo se 1603. s gradnjom „Nove palate” (Palazzo Nuovo). Palaco Nuovo je dovršena 1654, a otvorena za javnost 1734. Njena fasada duplira onu na Palacu dei Konservatori. Drugim rečima, identična je kopija napravljena korištenjem Mikelanđelovih nacrta kada je redizajnirao Palaco dei Konservatori vek ranije.

#### Balustrade
Balustrade istaknute skulpturama na vrhu divovskih stubova koji natkrivaju kompoziciju, jedan su od najuticajnijih Mikelanđelovih dizajna. Dva masivna antička kipa Kastora i Poluksa koji ukrašavaju balustrade nisu kako ih je postavio Mikelanđelo, koji se sada nalaze ispred Palaca del Kvirinale.

#### Kordonata
Do starijih i strmijih stepenica koje vode do Arakoeli, Mikelanđelo je postavio monumentalno široke stepenice (cordonata), koje se nežno i postepeno uzdižu uz brdo sve do visoke pjace, tako da je Kampidoljo čvrsto okrenuo leđa rimskom Forumu nad kojim je nekad gospodario. Sagrađene su da budu dovoljno široke kako bi se konjanici mogli uspeti na brdo bez sjahivanja. Ogradu natkrivaju dva kipa egipatskih lavova u crnom bazaltu koji se nalaze na njezinoj bazi, te mramorni prikazi Kastora i Poluksa na njezinom vrhu.

## Literatura
- Giedion, Siegfried (1941). Space, Time and Architecture.
- Aicher, Peter J. (2004), Rome Alive: A Source Guide to the Ancient City, Wauconda, IL: Bolchazy-Carducci, ISBN 978-0-86516-473-4.
- Albertoni, M.; Damiani, I. (2008), Il tempio di Giove e le origini del colle Capitolino, Milan: Mondadori Electa, ISBN 978-88-370-6062-6.
- AA. VV. Roma e dintorni, edito dal T.C.I. nel 1977, pag. 83.  88-365-0016-1. Sandra Pinto, in Roma, edito dal gruppo editoriale L'Espresso su licenza del T.C.I. nel 2004, pag. 443.  88-365-0016-1. AA. VV. La nuova enciclopedia dell'arte Garzanti, Garzanti editore, 2000,  88-11-50439-2, alla voce "museo".
- Iordanidou, Chrysavgi. "Daylight openings in art museum galleries: A link between art and the outdoor environment." (2017).
- „Centrale Montemartini”. Inexhibit magazine. Приступљено 7. 3. 2016.
- „Classical art & industrial archaeology”. likealocalguide.com. Архивирано из оригинала 07. 07. 2019. г. Приступљено 7. 7. 2019.
- Nickel, Helmut (1989). „The Emperor's New Saddle Cloth: The Ephippium of the Equestrian Statue of Marcus Aurelius”. Metropolitan Museum Journal. 24: 17—24. JSTOR 1512863. S2CID 192180871. doi:10.2307/1512863.
- Fehl, Philipp (1974). „The Placement of the Equestrian Statue of Marcus Aurelius in the Middle Ages”. Journal of the Warburg and Courtauld Institutes. 37: 362—367. JSTOR 750854. S2CID 192301344. doi:10.2307/750854.
- Palazzo Braschi (1963). Giuseppe Gioachino Belli e la Roma del suo tempo: mostra del centenario della morte del poeta (1863–1963). Palazzo Braschi, dicembre 1963 – febbraio 1964. De Luca.
- Friedland, Elise A.; Sobocinski, Melanie Grunow; Gazda, Elaine K. (2015). The Oxford Handbook of Roman Sculpture (на језику: енглески). Oxford University Press. стр. 272. ISBN 978-0-19-992182-9.

## Spoljašnje veze
- Minosh Photography
- Samuel Ball Platner, A Topographical Dictionary of Ancient Rome: Capitoline Hill
- Roman Bookshelf - Views of the Capitoline Hill from the 18th and 19th Century
- Kapitol, centar Rima
- Kapitol
- Kapitolinski brežuljak s kipom Marka Aurelija - 360° Ipix panoramski pogled
- -{Historical information and photographs

}-